# Cernay-la-Ville
 Cernay-la-Ville  es una comuna y población de Francia, en la región de Isla de Francia, departamento de Yvelines, en el distrito de Rambouillet y cantón de Chevreuse.
Su población en el censo de 1999 era de 1.727 habitantes [cita requerida]
No está integrada en ninguna Communauté de communes.

## Demografía
| 561 | 518 | 969 | 1666 | 1757 | 1727 |
| Para los censos de 1962 a 1999 la población legal corresponde a la población sin duplicidades (Fuente: INSEE [Consultar]) |     |     |      |      |      |